# Le Chaudron infernal
La Lanterne magique je francouzský němý film z roku 1903. Režisérem je Georges Méliès (1861–1938). Film trvá zhruba 2 minuty. Ve Spojených státech vyšel pod názvem The Infernal Caldron and the Phantasmal Vapors a ve Spojeném království jako The Infernal Cauldron.

## Děj
Film zachycuje dva zelené démony, jak hodí tři bezmocné lidi do vroucího kotle, který je promění v poletující duchy. Přízraky se vzápětí promění v ohnivé koule, před kterými je hlavní ďábelská postava nucena skočit do kotle, kde zmizí v plamenu ohně.